# Lohitzun-Oyhercq
Lohitzun-Oyhercq – miejscowość i gmina we Francji, w regionie Nowa Akwitania, w departamencie Pireneje Atlantyckie.
Według danych na rok 1990 gminę zamieszkiwało 195 osób, a gęstość zaludnienia wynosiła 11 osób/km² (wśród 2290 gmin Akwitanii Lohitzun-Oyhercq plasuje się na 982. miejscu pod względem liczby ludności, natomiast pod względem powierzchni na miejscu 625.).